# Șa
Șaua face parte din harnașamentul unui cal. Este folosită pentru a permite o călărie confortabilă și sigură pentru călăreț și pentru a menaja spatele calului. 
Șeile actuale sunt confecționate dintr-o structură de lemn, metal sau plastic care îi dă formă șeii și un corp din piele pe care se șade. Între șa și cal se află de obicei o pătură din material moale. 
Pentru urcarea pe șa se folosește scărița.
Există numeroase tipuri de șei dintre care cel mai cunoscut este cel western. Aceasta are un oblânc înalt, numit corn, de care cowboy-ul își leagă lasoul când prinde vite.

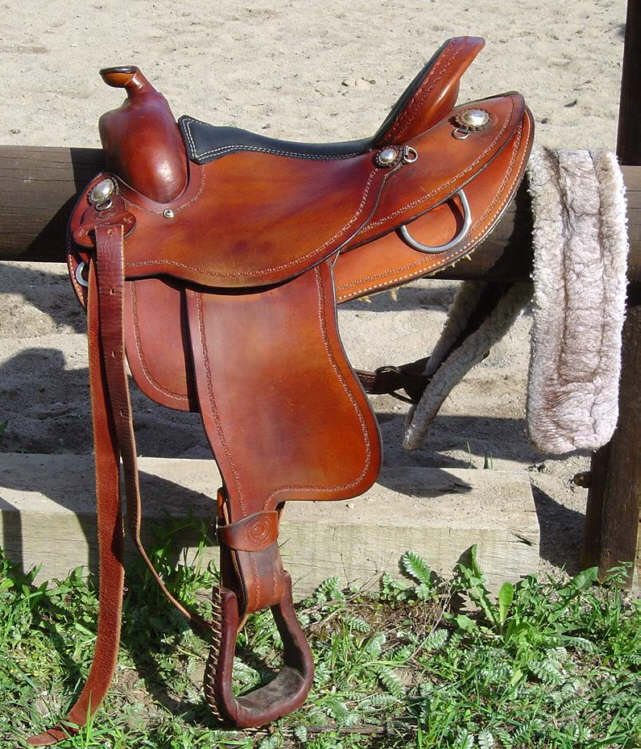
Şa western
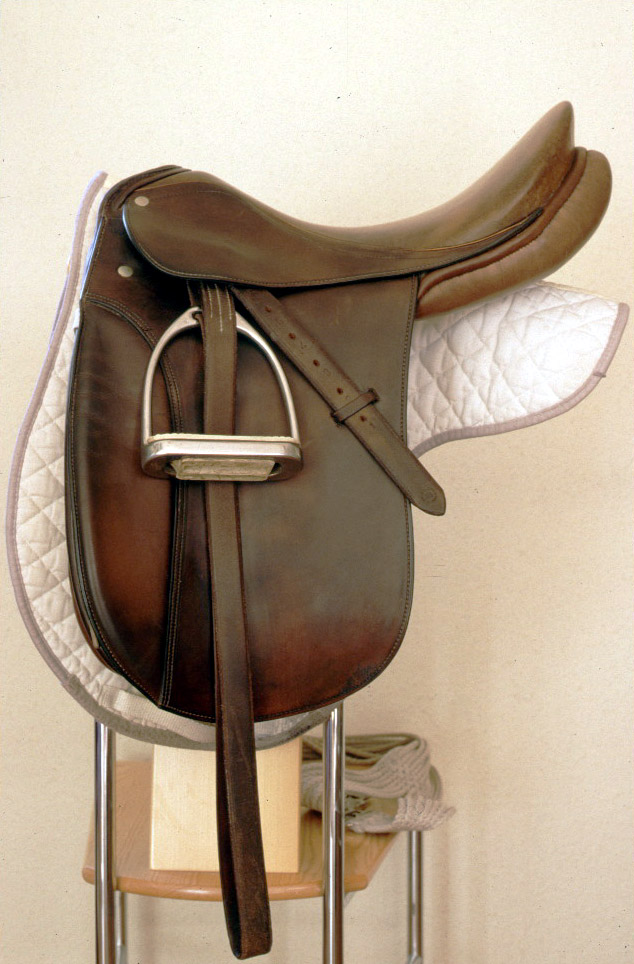
Şa engleză
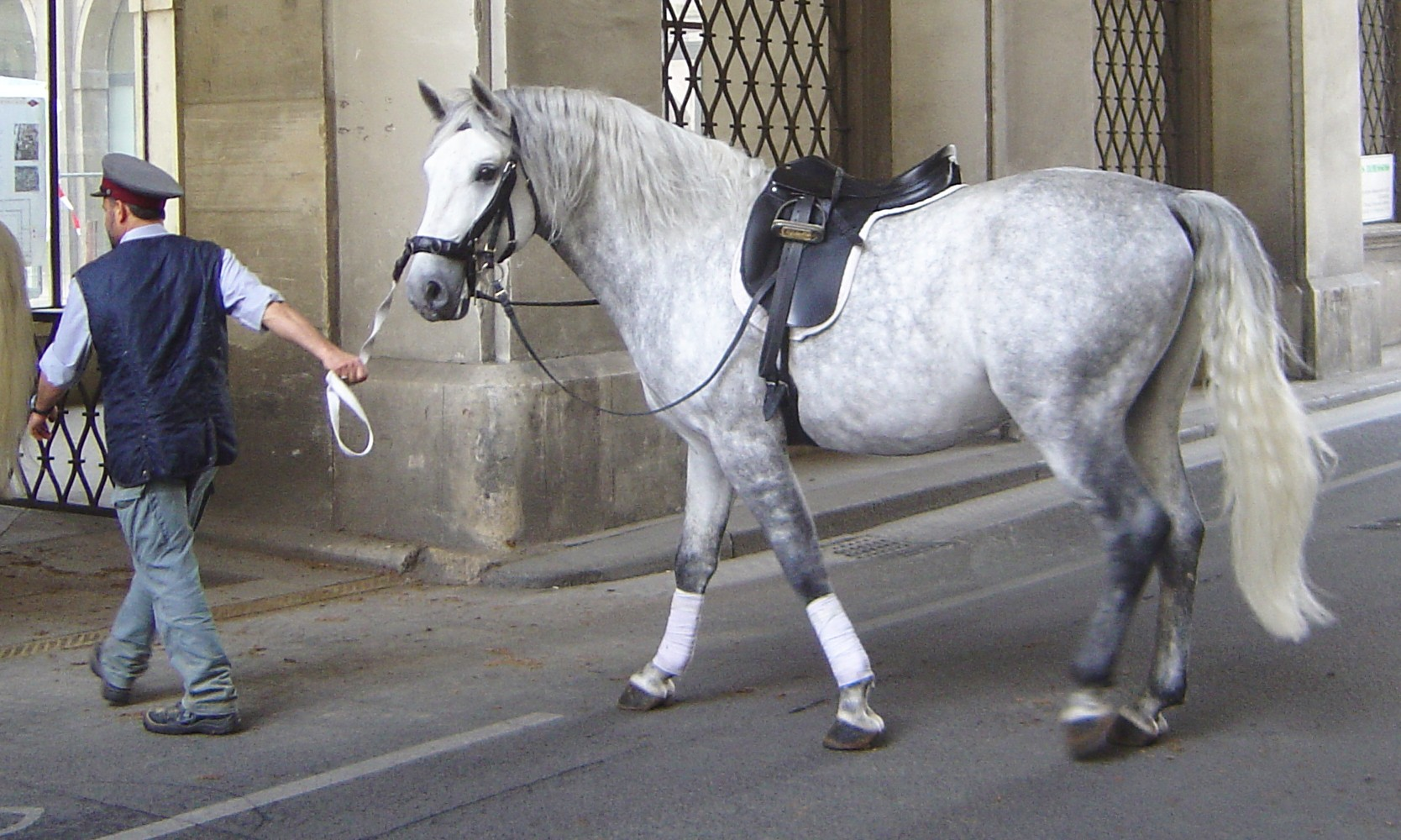
Şa de dresaj clasic
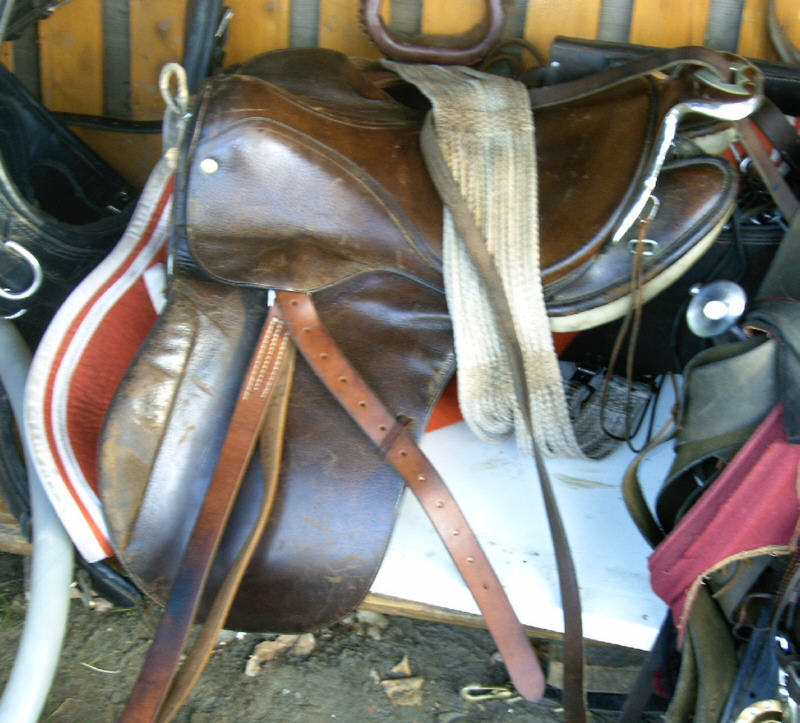
Şa militară